# Pinus funebris
Pinus funebris là một loài thực vật hạt trần trong họ Pinaceae. Loài này được Kom. mô tả khoa học đầu tiên..